# Maromandia
Maromandia est une commune urbaine malgache située dans la partie ouest de la région de Sofia.

## Géographie
Maromandia' se situe à la Route Nationale 6 (de Diego Suarez - vers Mahajanga et Antananarivo). Les prochaines villes sont Ankaramy Be et Befotaka .